# Gumbacze
Gumbacze (biał. Гумбачы) – wieś na Białorusi, położona w obwodzie grodzieńskim w rejonie grodzieńskim w sielsowiecie Hoża.
W latach 1921–1939 Gumbacze należały do gminy Hoża w ówczesnym województwie białostockim.
Według Powszechnego Spisu Ludności z 1921 roku wieś zamieszkiwało 219 osób, wszystkie były wyznania rzymskokatolickiego i zadeklarowały polską przynależność narodową. Były tu 33 budynki mieszkalne. 
Wieś należała do parafii świętych apostołów Piotra i Pawła w Hoży.